# 瀘州窖池群及釀酒作坊
泸州老窖窖池群及酿酒作坊位於四川省瀘州市江陽區，文物遺址年代判定為明、清。2007年6月1日公佈為四川省第七批文物保護單位。2013年3月5日列為第七批全國重點文物保護單位，歸入第四批全國重點文物保護單位瀘州大麯老窖池。